# Черни връх (заслон)
„Черни връх“ е туристически заслон, намиращ се на първенеца на планината Витоша – Черни връх. Сградата е без места за нощуване, но притежава столова и санитарни възли.
Заслонът се намира в сградата на метеорологичната станция, построена през 1935 г. – малко след обявяването на Витоша за народен парк, първият такъв на Балканския полуостров.

## Изходни пунктове
- местността Златните мостове (последна спирка на автобус № 63) – 2,30 часа
- местност Бай Кръстьо – 2,30 часа
- квартал Княжево – 4,30 часа през хижа Кумата
- квартал Симеоново – 4 часа
- квартал Драгалевци – 3,30 часа

## Съседни туристически обекти
- хижа „Алеко“ – 1,30 часа
- хижа „Тинтява“ – 2,30 часа
- хижа „Кумата“ – 1,45 часа
- връх „Копитото“ – 4 часа